# Josef Gritschacher
Josef Gritschacher (* 1. Mai 1883 in St. Peter in Holz, Kärnten; † 25. Mai 1963 ebenda) war ein österreichischer Politiker der Christlichsozialen Partei (CSP) und später der Österreichischen Volkspartei (ÖVP).

## Ausbildung und Beruf
Nach dem Besuch von acht Klassen Volksschule machte er eine dreijährige kaufmännische Lehre. Danach trat er in den elterlichen Betrieb ein und übernahm ihn später. Er war Landwirt, Kaufmann und Gastwirt. Im Jahr 1952 wurde er Kommerzialrat.

## Politische Funktionen
- 1911: Mitglied des Gemeinderates von Lendorf
- 1919: Vizebürgermeister von Lendorf
- 1921–1927: Abgeordneter zum Kärntner Landtag (12. und 13. Gesetzgebungsperiode)
- 1934–1938: Mitglied des Bundeswirtschaftsrates

Er war auch Bezirksparteiobmann der ÖVP Spittal an der Drau.

## Politische Mandate
- 18. Mai 1927 bis 1. Oktober 1930: Mitglied des Nationalrates (III. Gesetzgebungsperiode), CSP
- 2. Dezember 1930 bis 2. Mai 1934: Mitglied des Nationalrates (IV. Gesetzgebungsperiode), CSP

## Sonstiges
Josef Gritschacher war ab 1938 mehrmalig in Haft. 1944 überlebte er das  Konzentrationslager Dachau.